# حوسبة غير ممركزة
الحوسبة غير الممركزة هي تخصيص الموارد  من العتاد والبرمجيات الحاسوبية لكل محطات ومكاتب العمل. وعكسه الحوسبة الممركزة.